# آنتونی ناکارت
آنتونی پتریک ناکارت (فرانسوی: Anthony Patrick Knockaert‎؛ زادهٔ ۲۰ نوامبر ۱۹۹۱) بازیکن فوتبال اهل فرانسه است که در پست هافبک بازی می‌کند.
از باشگاه‌هایی که در آن بازی کرده‌است می‌توان به گنگام، لستر سیتی، استاندارد لیژ، برایتون اند هوو آلبیون و فولام اشاره کرد.